# Squadra antifurto
Squadra antifurto è un film italiano del 1976, diretto da Bruno Corbucci.
È il secondo capitolo della saga di Nico Giraldi interpretato da Tomas Milian, dopo Squadra antiscippo.

## Trama
Passato alla squadra antifurto, il maresciallo Giraldi si occupa di criminali che commettono furti in appartamenti o rubano automobili. Tra questi vi è una banda di cui fa parte Tapparella, un ladro fidanzato con Olimpia, Zagaja, un ladro balbuziente e i siciliani Rosario e Salvatore Trapanese. Tra i vari furti la banda ne compie uno in una villa di un americano, Ralf Douglas, che si scoprirà essere un ex agente della CIA. I ladri entrano in possesso di documenti riguardanti un enorme giro di tangenti a favore di varie e importanti personalità.
Resosi conto dell'importanza dei documenti, Tapparella si mette in contatto con emissari di Ralf Douglas, chiedendo una somma di denaro per la riconsegna, ma viene ucciso. Anche il socio Zagaja farà la stessa fine e quindi il maresciallo Giraldi capisce che Douglas è stato derubato di qualcosa di importante.
Per appurare la sua tesi, vengono pedinati i fratelli Trapanese che nel frattempo si sono messi in contatto con gli emissari di Douglas. Il tentativo fallisce e anche i due ladri vengono uccisi, ma un emissario di Douglas lascia una traccia e grazie a quella Giraldi vola a New York dove trova Douglas e lo fa arrestare.

## Produzione
Per le scene dell'ambasciata americana, venne utilizzato l'esterno di Casal de' Pazzi, sulla via Nomentana, mentre gli interni venneno realizzati in alcune stanze dell'Istituto Marymount, sulla stessa via. Le scene dell'inseguimento al treno vennero girate sulla Ferrovia Formia - Gaeta, all'epoca già chiusa al traffico viaggiatori (in una scena si vede chiaramente il locomotore D143 trainare diversi carri merci ed in  coda la carrozza viaggiatori). La scena del furto tentato è stata girata, in esterno, in via Germanico 216; si nota la targa di una delle prime palestre dedicate al trattamento della cellulite, oltre che ad altre discipline, ed in cui venivano previste convenzioni con specifiche categorie, la "Figurin Club", adesso scomparsa.

## Distribuzione
Distribuito nei cinema italiani il 29 ottobre 1976, il film ha incassato complessivamente 1.825.316.810 di lire dell'epoca.